# Árvore do Ténéré

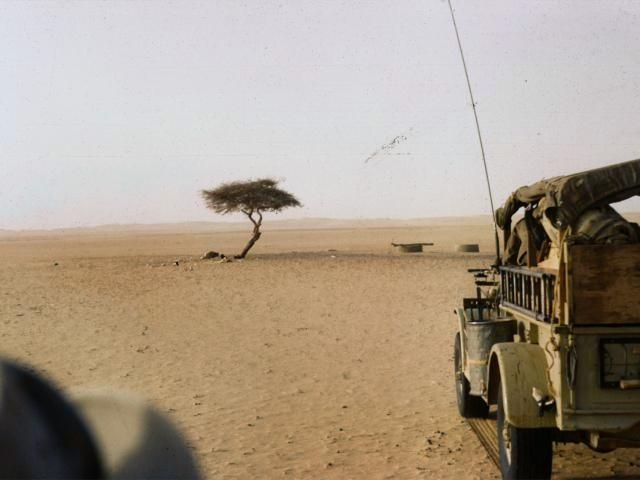
A árvore do Tenéré em 1961

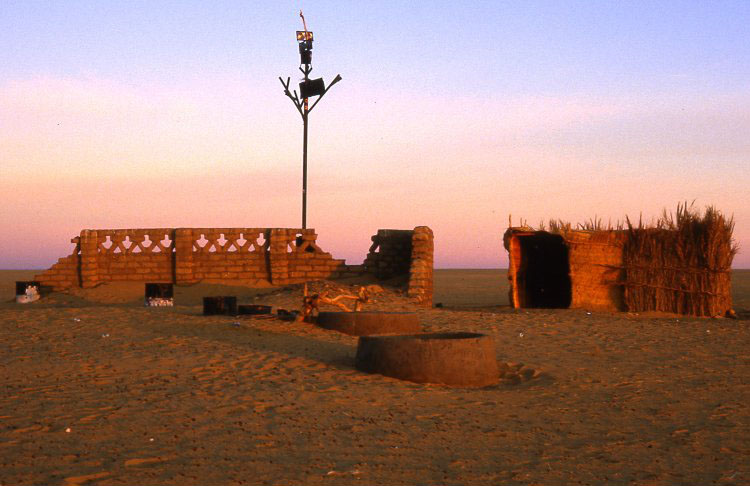
A escultura que está no lugar da árvore do Tenéré

A árvore do Ténéré foi uma solitária acácia (a.raddiana ou a.tortilus), considerada a árvore mais isolada do mundo, pois era a única árvore num raio de mais de 200 km, sendo um marco para as caravanas que atravessavam o Ténéré, região do deserto do Saara no nordeste do Níger.
Essa acácia foi a última sobrevivente de um grupo de árvores que vicejavam quando o deserto era menos seco em tempos passados e permaneceu solitária por décadas. Um poço aberto perto dela no inverno de 1938-1939, mostrou que suas raízes buscavam água a 35 m da superfície.

## Caravanas e caminhões
| “ | Alguém deve ver a árvore para acreditar na sua existência. Qual é o seu segredo? Como ela ainda vive, apesar da quantidade de camelos que pernoitam ao seu redor? Por quê os numerosos tuaregues das caravanas de sal não cortam os seus ramos para fazerem fogueiras para aquecer o seu chá? A única resposta é que essa árvore é considerada tabu pelos caravaneiros. | ” |

Havia uma espécie de superstição, um arranjo tribal que era sempre respeitado e todo ano os azalai acampavam perto da árvore durante a travessia do Ténéré. A acácia se tornara um farol e o primeiro marco para os que deixavam Agadez, para irem a Birma.
A árvore foi derrubada por um motorista de caminhão bêbado, de origem líbia, em 1973. Não foi a única colisão de um veículo contra a árvore, mas foi a última. Os restos da árvore morta foram depositados no Museu Nacional do Níger e uma escultura de metal foi colocada no local original.